# Iglesia de San Vicente (Soria)
La Iglesia de San Vicente era una de las 35 parroquias con las que contaba la ciudad de Soria. Desapareció en el siglo XIV.

## Historia
La Iglesia de San Vicente aparecía en el censo de Alfonso X elaborado en el año 1270. Esta iglesia se hallaba situada a mano derecha del camino que subía a la también parroquia de Santa Cruz, detrás de la pared de la huerta de la que hoy es concatedral de San Pedro. Seguramente fue una de las iglesias que se quemó en el incendio que sufrió esta parte de la ciudad a mediados del siglo XIV, siendo unida entonces a Nuestra Señora del Azogue, al decaer ésta, a San Pedro.

## Descripción
Era una pequeña iglesia, como casi todas las parroquias que aparecían en el censo de Alfonso X elaborado en 1270 y de estilo románico. Hoy una calle de corto trazado, junto a la concatedral, fosiliza el nombre de esta vieja colación. Podemos suponer que en ella estuviera la parroquia. En esta misma calle donde da comienzo el Camino de San Ginés, existe un barranco que desciende hacia el Duero a través de San Agustín, dicho barranco está delimitado por el Norte por un talud de mampostería, una de cuyas partes está fabricada con pequeñas piedras trabadas con cal, el mismo sistema constructivo que siguen muchos templos románicos sorianos. No es argumento concluyente para sostener que sean restos de la iglesia de San Vicente pero tampoco pueden ignorarse, aunque igualmente puede coincidir con algunas de las ubicaciones en las que se pudo encontrar la de San Millán.